# Пассіньяно-суль-Тразімено
Пассіньяно-суль-Тразімено (італ. Passignano sul Trasimeno) — муніципалітет в Італії, у регіоні Умбрія, провінція Перуджа.
Пассіньяно-суль-Тразімено розташоване на відстані близько 150 км на північ від Рима, 23 км на захід від Перуджі.
Населення — 5776 осіб (2014).

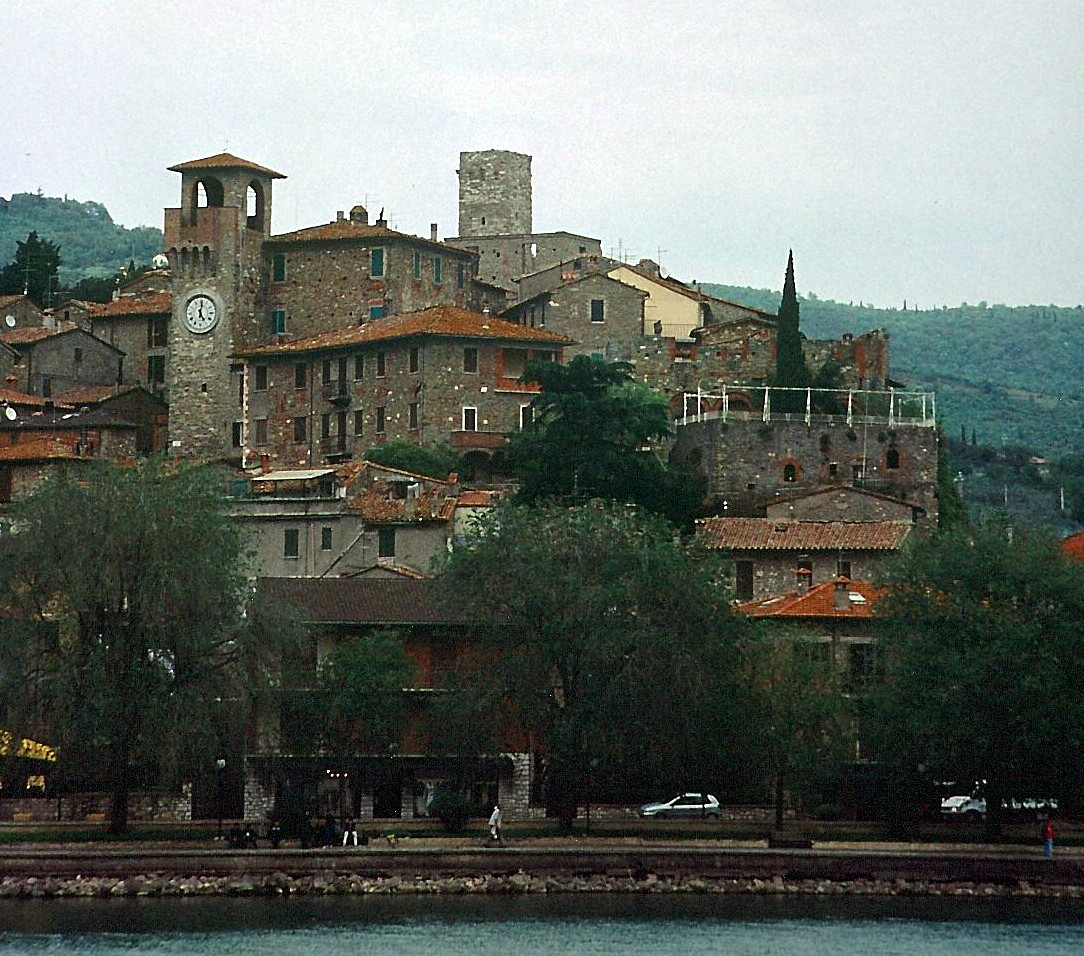

Щорічний фестиваль відбувається 25 липня. Покровитель — San Cristoforo.

## Демографія
Населення за роками:

Станом на 1 січня 2023 року в муніципалітеті офіційно проживали 533 іноземці з 50 країн, серед них 193 громадяни країн Євросоюзу та 12 громадян України.

## Сусідні муніципалітети
- Кастільйоне-дель-Лаго
- Лішіано-Нікконе
- Маджоне
- Туоро-суль-Тразімено
- Умбертіде